# پایگاه نیروی هوایی الزورت
پایگاه نیروی هوایی الزورت (به انگلیسی: Ellsworth Air Force Base) یک فرودگاه است . این فرودگاه در کشور ایالات متحده آمریکا قرار دارد .